# Thomas Frenz
Thomas Frenz (* 5. Oktober 1947 in Schwäbisch Gmünd) ist ein deutscher Historiker, Diplomatiker und Paläograph.

## Leben
Thomas Frenz studierte mittelalterliche Geschichte, historische Hilfswissenschaften und Germanistik. 1973 wurde er bei Peter Herde in Frankfurt zum Dr. phil. promoviert. Er war Stipendiat am Deutschen Historischen Institut in Rom. Er war wissenschaftlicher Assistent Herdes an der Universität Würzburg. Dort habilitierte er sich 1982. Er war bis 2013 Professor für Historische Hilfswissenschaften an der Universität Passau.
Schwerpunkt seiner Forschungen sind Organisation und Personal der päpstlichen Kanzlei im Spätmittelalter und die Entwicklung der Humanistischen Schrift und ihre Anwendung im Behördenschriftgut. Er gehört zu den Hochschullehrern, die frühzeitig das Internet sowohl als Hilfsmittel der Didaktik wie für die Bereitstellung wissenschaftlicher Ergebnisse nutzten. Mit Georg Vogeler, Patrick Sahle und Horst Enzensberger gründete er im Jahre 2000 die Virtual Library – Historische Hilfswissenschaften. Frenz zählt neben Horst Enzensberger, Walter Koch, Theo Kölzer oder Irmgard Fees zu den wenigen eng hilfswissenschaftlich ausgerichteten Mediävisten.

## Schriften (Auswahl)
- Die Kanzlei der Päpste der Hochrenaissance (1471–1527). Tübingen 1986, ISBN 3-484-82063-2.
- Papsturkunden des Mittelalters und der Neuzeit. Stuttgart 2000, ISBN 3-515-07788-X.
- Das Papsttum im Mittelalter. Köln 2010, ISBN 978-3-412-20483-9.
- Lexikon der Papstdiplomatik. Universität Passau, 2013–2016 (online).
- Die Päpste Benedikt. Josef Ratzinger und seine Vorgänger. Wien 2019, ISBN 3-412-51385-7.
- Mittelalter. 100 Seiten. Reclam, Ditzingen 2022, ISBN 978-3-15-020589-1.